# Осипов, Михаил Иванович (1914—1943)
Михаил Иванович Осипов (1914—1943) — старший сержант Рабоче-крестьянской Красной Армии, участник Великой Отечественной войны, Герой Советского Союза (1944).

## Биография
Михаил Осипов родился 15 февраля 1914 года в деревне Алексеевка (ныне — Ленинский район Тульской области). До войны работал сначала в сельском хозяйстве, затем на заводах в Туле. В 1941 года Осипов был призван на службу в Рабоче-крестьянскую Красную армию. С февраля 1942 года — на фронтах Великой Отечественной войны.
К сентябрю 1943 года гвардии старший сержант Михаил Осипов командовал телефонным отделением роты связи 37-го гвардейского стрелкового полка 12-й гвардейской стрелковой дивизии 61-й армии Центрального фронта. Отличился во время битвы за Днепр. В ночь с 28 на 29 сентября 1943 года отделение Осипова переправилось через Днепр в районе деревни Глушец Лоевского района Гомельской области Белорусской ССР и приняло активное участие в боях за захват и удержание плацдарма, проложив линию связи и поддерживая её работоспособность на протяжении всего периода тех боёв. 11 ноября 1943 года Осипов погиб в бою.
Указом Президиума Верховного Совета СССР «О присвоении звания Героя Советского Союза генералам, офицерскому, сержантскому и рядовому составу Красной Армии» от 15 января 1944 года за «образцовое выполнение боевых заданий командования по форсированию реки Днепр и проявленные при этом мужество и героизм» гвардии старший сержант Михаил Осипов посмертно был удостоен высокого звания Героя Советского Союза. Также был награждён орденом Ленина и медалью.